# 俞家湾桑基鱼塘
俞家湾桑基鱼塘，古称九埂十三池 ，位于中国浙江省嘉兴桐乡市河山镇五泾村南俞家湾村民小组，2010年第三次全国文物普查中被发现。现为嘉兴市内仅存的桑基鱼塘实物，现状仍在使用中。2011年被公布为第六批浙江省文物保护单位。

## 历史
桑基鱼塘是中国古代水乡地区（太湖流域和珠江三角洲地区）将种桑、养蚕和养鱼相结合的一种传统农业模式，即池塘养鱼时，在挖塘的泥堆成的塘基上或池塘附近植桑，桑叶养蚕、蚕沙喂鱼、塘泥培桑，形成了独特的生态农业循环系统。目前所见的最早记载出自清顺治十五年（1658）桐乡人张履祥所著的《补农书》，因能够适应水乡地区地势低洼、雨水充沛、河道密布、水域资源丰富的特点，明代以后得到了迅速发展。
俞家湾古名渔家湾，因旧时村民主要以捕鱼为业，后讹为今名。俞家湾桑基鱼塘始挖于何时已无法考证，目前推断为明末清初。因鱼塘多土地少，历次开展土地平整时推土机操作不方便而得以保留。

## 布局
俞家湾桑基鱼塘整体略呈方形，四面环水，占地面积约10万平方米，基与塘的面积比例大致为六比四，与相关历史文献的记载相符。其中鱼塘最早有13处，现存9处，其余已被填为农田。现存的鱼塘大小不等（最大的有8000多平方米，最小的有1000多平方米），形状各异。
旧时池塘分属不同的家族，一些池塘为多家共有，每年冬天过年前用水车起塘捕鱼，所养鱼类以草鱼、鲢鱼为主，也有鲫鱼、鲤鱼、鲈鱼等野生鱼，捕到的鱼由水塘所有者平分，塘泥则自由挑到自家的埂地里。
以下为1969年卫星地图中的俞家湾桑基鱼塘（正中处、略呈方形）。
| 五泾村 俞家湾桑基鱼塘 |